# الخط الزمني لجائحة كوفيد-19 في إنجلترا
إن ما يلي هو خط زمني لجائحة كوفيد-19 في إنجلترا. هناك بعض الفروقات المهمة في التشريعات والإبلاغ بين دول المملكة المتحدة: إنجلترا، واسكتلندا، وإيرلندا الشمالية، وويلز.

## الخط الزمني

### يناير 2020
- 31 يناير – تأكد وجود أول حالتي إصابة بفيروس كورونا في المملكة المتحدة.  [1]

### فبراير 2020
- 6 فبراير – تأكد وجود حالة إصابة ثالثة بفيروس كورونا في المملكة المتحدة.[2]
- 10 فبراير – وصل إجمالي عدد حالات الإصابة بفيروس كورونا في المملكة المتحدة إلى ثمانية إذ تأكد وجود 4 حالات إصابة جديدة لدى أشخاص كانوا على صلة مع شخص مصاب في برايتون.[3][4]
- 11 فبراير – تأكد وجود حالة إصابة تاسعة في لندن.[5]
- 23 فبراير – أكدت وزارة الصحة والرعاية الاجتماعية وجود إجمالي 13 حالة إصابة في المملكة المتحدة إذ كُشِف وجود 4 حالات إصابة جديدة لدى مسافرين على متن الرحلة البحرية دياموند برينسس. نُقِلوا إلى مشافي في المملكة المتحدة.[6]
- 28 فبراير – أكدت وزارة الصحة اليابانية حدوث أول حالة وفاة لشخص بريطاني بالمرض، وهو رجل كان محجورًا على متن الرحلة البحرية ذا دياموند برينسس.[7]

### مارس 2020
- 5 مارس – تأكد حدوث أول حالة وفاة بفيروس كورونا في المملكة المتحدة،[8] وتجاوز عدد حالات الإصابة 100 مع ثبوت إصابة 115 شخصًا بالمجمل. أخبر كبير المسؤولين الطبيين كريس ويتي أعضاء البرلمان أن المملكة المتحدة قد انتقلت الآن إلى المرحلة الثانية من التعامل مع كوفيد-19 – من مرحلة «الاحتواء» إلى مرحلة «التأخير».  [9]
- 8 مارس – أُبلِغ عن ثالث حالة وفاة بفيروس كورونا في مشفى شمال مانشستر العام، ووصل عدد حالات الإصابة في المملكة المتحدة إلى 273، وهي أكبر زيادة تحدث في يوم واحد حتى الآن.[10]
- 11 مارس – خفض بنك إنجلترا معدل الفائدة الأساسي من 0.75% إلى 0.25% ليكون بأدنى مستوى له في التاريخ.[11]
- 12 مارس – توقفت هيئة الصحة العامة في إنجلترا عن إجراء تتبع المخالطين لأن العدوى المنتشرة تفوق السعة.[12][13]
- 13 مارس –
  - عُلِّق موسم الدوري الإنجليزي الممتاز لعام 2019 – 2020 وسط قائمة متزايدة من إلغاءات الأحداث الرياضية في جميع أنحاء العالم بسبب كوفيد-19.[14]
  - أُجِّلت الانتخابات بما في ذلك الانتخابات المحلية الإنكليزية، وانتخابات عمدة لندن، وانتخابات مفوض الشرطة والجريمة، والتي كان من المقرر إجرائها في مايو 2020، مدة عام بسبب فيروس كورونا.  [15]
- 17 مارس – أعلنت هيئة الخدمات الصحية الوطنية في إنجلترا أنه ابتداءً من 15 أبريل ستؤجل كل العمليات غير الطارئة في إنجلترا، وذلك لإفراغ 30,000 سرير للمساعدة في مواجهة الفيروس.[16]
- 20 مارس –
  - أعلنت مشفى نورثويك بارك في هارو عن وقوع «حادث خطير» بسبب زيادة عدد مرضى فيروس كورونا.[17]
  - أمر رئيس مجلس الوزراء بوريس جونسون بإغلاق جميع المقاهي، والحانات، والمطاعم، اعتبارًا من مساء يوم 20 مارس، باستثناء الوجبات الخارجية، لمواجهة فيروس كورونا. طُلِب من جميع النوادي الليلية، والمسارح، ودور السينما، وصالات الألعاب الرياضية، والمراكز الترفيهية، في المملكة المتحدة أن تغلق «بأسرع وقت ممكن».[18]
- 21 مارس – تدخل لوائح الحماية الصحية (فيروس كورونا، إغلاق الأعمال التجارية) (إنجلترا) لعام 2020 (SI 327) حيز التنفيذ القانوني في تمام الساعة 2 ظهرًا ما يفرض إغلاقًا للأعمال التجارية في إنجلترا والتي تبيع الطعام والشراب للاستهلاك في الداخل، بالإضافة إلى مجموعة من الشركات الأخرى مثل النوادي الليلية، ومراكز الترفيه الداخلية، حيث يمكن توقع وجود خطر عالي للإصابة. تتفاوض هيئة الخدمات الصحية الوطنية في إنجلترا على «حجز جماعي» بسعر التكلفة لجميع الخدمات والمرافق تقريبًا في المشافي الخاصة في البلاد، والتي تشمل نحو 8000 سرير مشفى، ونحو 1200 جهاز تنفس اصطناعي، وأكثر من 10,000 ممرض.[19]
- 22 مارس – حذر بوريس جونسون من أنه قد تٌفرَض «إجراءات أكثر صرامة» إذا لم يتبع الناس نصيحة الحكومة بشأن التباعد الاجتماعي.[20]
- 23 مارس –
  - في خطاب تلفزيوني، أعلن بوريس جونسون إغلاقًا جزئيًا على مستوى المملكة المتحدة لاحتواء انتشار الفيروس. صدرت تعليمات للشعب البريطاني بوجوب البقاء في المنزل، باستثناء «أغراض محدودة للغاية» - التسوق من أجل الضروريات الأساسية، من أجل «شكل واحد من التمارين في اليوم»، م أجل أي حاجة طبية، ومن أجل السفر من وإلى العمل في حال «الضرورة القصوى». على أي حال، عندما دخلت هذه القيود حيز التنفيذ في 26 مارس، أزال الصك القانوني لإنجلترا أي قيود على عدد جلسات التمرين.[21] فٌرِض عدد من القيود الأخرى، مع إعطاء الشرطة صلاحيات لتطبيق الإجراءات بما في ذلك استخدام الغرامات.[22][23][24]
  - إن مسيرة فخر المثليين، وهي أكبر مهرجان فخري لمجتمع الميم (مثليي الجنس ومزدوجي التوجه الجنسي والمتحولين جنسيًا) في المملكة المتحدة، والمقرر عقدها في 27 يونيو، هي آخر حدث يُؤجَّل. إنها واحدة من مائة فعالية فخرية قد أُجِّلت أو أُلغيت في المملكة المتحدة.[25]
- 24 مارس –
  - أعلن وزير الصحة مات هانكوك أن الحكومة ستفتح مشفى مؤقت، مشفى نايتنغيل التابع لهيئة الخدمات الصحية الوطنية في مركز معارض لندن لزيادة سعة الرعاية الحرجة استجابة لجائحة فيروس كورونا.[26]
  - أغلقت كنيسة إنجلترا جميع المباني التابعة لها.[27]
- 25 مارس –
  - ستُمنح الشرطة سلطة استخدام «القوة المعقولة» لتطبيق لوائح الإغلاق.[28]
  - عُعُلِّقت رعاية الأسنان الروتينية في إنجلترا.[29][30]
- 26 مارس –
  - تدخل لوائح الحماية الصحية (فيروس كورونا، القيود) (إنجلترا) لعام 2020 (SI 350) («لوائح الإغلاق») حيز التنفيذ القانوني ما يوسع بشكل كبير من نطاق الأعمال التجارية المطلوب إغلاقها فوريًا بموجب القانون بما في ذلك جميع شركات البيع بالتجزئة غير الموجودة على القائمة المعتمدة. تتضمن هذه اللوائح أيضًا قيودًا كبيرة على حرية التنقل: «لا يجوز لأي شخص مغادرة المكان الذي يعيش فيه دون عذر معقول».[31]
  - ألغٍي مهرجان جزيرة وايت ومهرجان داونلود، والمقرر إقامتهما في يونيو.[32] أعلن منظمو مهرجان داونلود لاحقًا عن خطط لعقد مهرجان افتراضي في نفس التاريخ الذي كان سيحدث فيه، ويضم عروضًا على الإنترنت ومقابلات.[33]

### أبريل 2020
2 أبريل – وضع مات هانكوك هدفًا يتمثل بإجراء 100,000 فحص يوميًا بحلول نهاية الشهر (يشمل ذلك كلا من اختبارات المسحة واختبارات الدم).
3 أبريل – فتحت مشفى نايتنغيل التابع لهيئة الخدمات الصحية الوطنية، وهي أول مشفى مؤقت لمعالجة مرضى فيروس كورونا، في مركز معارض لندن في شرق لندن موظفةً طواقم هيئة الخدمات الصحية الوطنية والطواقم العسكرية، وفيها 500 سريرًا وسعة محتملة تقدر بنحو 4,000. إنها الأولى من عدة منشآت مماثلة في كل أنحاء المملكة المتحدة.
5 أبريل – فرض نادي مانشستر سيتي لكرة القدم إجراءات تأديبية ضد لاعبه كايل وولكر بعد أن أُبلِغ أنه قد كسر خرق قواعد الإغلاق بدعوته لعاملتين جنسيتين إلى منزله.
10 أبريل – أخبر جوناثان فان تام، نائب كبير المسؤولين الطبيين، حكومة المملكة المتحدة أن الإغلاق قد «بدأ يعطي نتيجة»، لكن المملكة المتحدة لا تزال في «موقف خطير»، ورغم أن حالات الإصابة في لندن قد بدأت بالتراجع إلا أنه لا يزال هناك ارتفاع في يوركشاير والشمال الشرقي.
ابتداءً من اليوم، تطلب لجنة جودة الرعاية الإنكليزية من دور الرعاية نشر إشعارات يومية بالوفيات وما إن كانت الوفاة نتيجة حالة إصابة مشتبه أو مؤكدة بكوفيد-19. لم تنشر لجنة جودة الرعاية من قبل أي إحصائيات، ستكون هذه البيانات في المستقبل مشمولة ضمن التقارير الأسبوعية من المكتب الوطني للإحصاء.
11 أبريل – بلغ عدد الأشخاص المقبولين في مشافي لندن بسبب كوفيد-19 ذروته، وذلك وفقًا للبيانات الأسبوعية، وفي أماكن أخرى من البلاد، تستمر أعداد المرضى بالزيادة على الرغم من تباطؤ معدل هذه الزيادة.
بلغت نسبة إشغال أسرّة الرعاية الحرجة في إنجلترا ذروتها بنحو 58% من السعة. ستتجاوز نسبة الإشغال في شهر أبريل في كل من اسكتلندا وويلز 40% لفترة جيزة، بينما أبلغت إيرلندا الشمالية عن ذروة بلغت 51% في بداية الشهر.
15 أبريل – أعلن وزير الصحة مات هانكوك عن إرشادات جديدة ستسمح لأفراد العائلة المقربين رؤية الأقارب المحتضرين من أجل توديعهم. أطلق هانكوك أيضًا شبكة جديدة لتوفير معدات الحماية الشخصية لموظفي دور الرعاية.
بدأت هيئة الخدمات الصحية الوطنية في إنجلترا ولجنة الرعاية بإجراء فحوصات لموظفي دور الرعاية والمقيمين إذ أُبلِغ عن ارتفاع عدد وفيات دور الرعاية، لكن الأرقام الرسمية، والتي تعتمد على شهادة الوفاة، لا تعكس النطاق الكامل للمشكلة. تقول هيلين واتيلي، وزيرة الرعاية الاجتماعية، إن الحكومة تدرك أنه يجري التقليل من شأن الأرقام.
أبريل 16 – افتتح الأمير ويليام مشفى نايتنغيل التابع لهيئة الخدمات الصحية الوطنية رسميًا في مركز المعارض الوطني. 
أبريل 17 – أكد مات هانكوك أن فحوصات فيروس كورونا ستُجرَى لتغطية كوادر الخدمات الصحية مثل رجال الشرطة، ورجال الإطفاء، وكوادر السجون.
اكتشف التحليل اللاحق لسجلات الوفاة (بمختلف الأسباب) في إنجلترا وويلز والذي أجراه المكتب الوطني للإحصاء أعلى إجمالي هذا الأسبوع، وهو 21,805 والذي يمثل 207% من متوسط خمس سنوات في نفس هذا الأسبوع. ذُكِر كوفيد-19 في 8,730 من الأسباب. 
أبريل 20 –
من أجل حماية سائقي الحافلات، أوقفت مديرية نقل لندن الأبواب استخدام الأمامية للحافلات ما يتطلب من الركاب الصعود من خلال الأبواب الوسطى فقط. لم يُعد يطلب من الركاب أن يدفعوا، وذلك حتى لا يحتاجوا إلى استخدام قارئ الكروت قرب السائق.
أبريل 22 –تدخل لوائح الحماية الصحية (فيروس كورونا، القيود) (إنجلترا) (التعديل) لعام 2020 (SI 447) حيز التنفيذ القانوني مصححة الأخطاء الموجودة في لوائح الإغلاق الأصلية وسامحة ببعض الزيارات للمقابر وحدائق الذكرى.
أبريل 23 – ستتبّع دراسة شملت 20,000 منزلًا في إنجلترا، بتنسيق المكتب الوطني للإحصاء، تقدم كوفيد-19، وتسعى للوصول إلى فهم أفضل لمستويات العدى والمناعة، مع مطالبة المتطوعين بتقديم مسحات الأنف والحنجرة بشكل منتظم لتحديد ما إذا كانوا مصابين بالفيروس.
صرح مات هانكوك أن سعة الفحوصات اليومية قد وصلت إلى 51,000، وأعلن أن جميع العمال الرئيسيين وأفراد أسرهم مؤهلون الآن لفحوصات كوفيد-19، وسيكونون قادرين على حجز الفحوصات من خلال الموقع الإلكتروني للحكومة اعتبارًا من اليوم التالي.
ستُجرَى الفحوصات في مراكز خدمة بالسيارة أو باستخدام مجموعات الفحص المنزلية، بينما سيزداد عدد وحدات الفحص المتنقلة التي تديرها القوات المسلحة من 8 حاليًا لتصبح 92، مع أربعة أخرى يديرها مدنيون في إيرلندا الشمالية.
أعلن هانكوك أيضًأ عن استعدادات لإعادة تنشيط تتبع جهات الاتصال في مرحلة لاحقة من تفشي المرض، بما في ذلك تعيين 18,000 متتبع للاتصال لدعم فريق الصحة العامة في إنجلترا.
أبريل 28 – تبلغ سعة الاختبار 73,000 في اليوم، على الرغم من إجراء 43,000 فقط في اليوم السابق. أعلن مات هانكوك أنه سيتم توسيع نطاق الفحوصات اعتبارًا من اليوم التالي ليشمل جميع العاملين في دور الرعاية والأشخاص (وأفراد عائلاتهم) الذين يعانون من الأعراض، والذين يجب عليهم مغادرة المنزل للعمل أو الذين تزيد أعمارهم عن 65 عامًا.

### مايو 2020
- 1 مايو - أكد مات هانكوك تحقيق الحكومة هدفها بتوفير (ولكن ليس بالضرورة إكمال) 100000 اختبار يوميًا بحلول نهاية أبريل، مع توفير 122347 اختبارًا خلال الـ 24 ساعة الماضية.[34]
- 2 مايو - بعض مراكز إعادة التدوير -بما في ذلك تلك الموجودة في مانشستر- بدأت في عملية إعادة فتحها بعد ستة أسابيع.[35]
- 5 مايو - افتتح وزير الصحة مات هانكوك رسميًا مستشفى إن إتش إس نيغتانغل نورث إيست، وهو مستشفى مؤقت للرعاية الحرجة مبني بالقرب من سندرلاند بشكل مخصوص لمرضى كوفيد-19 ضمن مراسم افتراضية ضمت مشاهير التلفزيون آنت وديس، ومحلل كرة القدم آلان شيرر ولاعب الكريكيت بن ستوكس.[36]
- 7 مايو - عُيّنت البارونة ديدو هاردينغ، رئيسة تطوير إن إتش إس والرئيسة التنفيذية السابقة لتيك-توك من أجل قيادة برنامج الحكومة للاختبار والتعقب، بدعم من جون نيوتن من الصحة العامة في إنجلترا.[37] سوف تقود الاختبارات سارة جين مارش -الرئيسة التنفيذية لمستشفيات برمنغهام للنساء والأطفال- وسوف يتولى توم ريوردان البحث عن المفقودين، وهو الرئيس التنفيذي لمجلس مدينة ليدز.[38]
  - أُلغي كرنفال نوتنغ هيل 2020، المقرر عقده في عطلة نهاية الأسبوع في عطلة البنوك في أغسطس، بسبب تفشي فيروس كورونا.[39]
- 10 مايو - حدثت حكومة المملكة المتحدة رسالتها الخاصة بفيروس كورونا من (البقاء في المنزل، وحماية إن إتش إس، وإنقاذ الأرواح) إلى (البقاء في حالة تأهب، والسيطرة على الفيروس، وإنقاذ الأرواح). يعبر حزب العمال المعارض عن قلقه من أن الشعار قد يكون مربكًا، ويقول قادة الحكومات المفوضة في اسكتلندا وويلز وأيرلندا الشمالية إنهم سوف يحتفظون بالشعار الأصلي. ☃☃حدثت حكومة المملكة المتحدة رسالتها الخاصة بفيروس كورونا من (البقاء في المنزل، وحماية إن إتش إس، وإنقاذ الأرواح) إلى (البقاء في حالة تأهب، والسيطرة على الفيروس، وإنقاذ الأرواح). يعبر حزب العمال المعارض عن قلقه من أن الشعار قد يكون مربكًا، ويقول قادة الحكومات المفوضة في اسكتلندا وويلز وأيرلندا الشمالية إنهم سوف يحتفظون بالشعار الأصلي.[40]
  - أُعلن عن نظام مقياس تنبيه جديد، بدءًا من الأخضر (المستوى الأول) إلى الأحمر (المستوى الخامس)، على غرار مستويات التهديد الإرهابي في المملكة المتحدة.
  - بثث خطاب مسجل لبوريس جونسون في الساعة 7 مساءً حدد فيه خطة مشروطة لإعادة فتح المجتمع، لكنه قال: ليس الوقت المناسب لإنهاء الإغلاق هذا الأسبوع، ووصف الخطط بأنها أولى الخطوات الدقيقة لتعديل التدابير. يُشجع أولئك الذين لا يستطيعون العمل من المنزل، كعمال البناء والعاملين في التصنيع مثلًا على العودة إلى العمل من اليوم التالي، ولكن يجب تجنب وسائل النقل العام إن أمكن. سوف يُرفع التوجيه بشأن عدد فترات التمرين في الهواء الطلق اعتبارًا من الأربعاء 13 مايو.[41]
  - وضح جونسون أن الخطوة الثانية -في موعد لا يتجاوز الأول من يونيو- سوف تشتمل على إعادة فتح بعض المحلات وعودة تلاميذ المدارس الابتدائية، بدءًا بالاستقبال، في العام الأول والسادس؛ وأن تلاميذ الثانوية الذين سوف يجرون الامتحانات في العام المقبل سوف يحصلون على بعض الوقت في المدرسة قبل العطلة الصيفية. سوف تبدأ الخطوة الثالثة -على أقرب تقدير بحلول شهر يوليو- في إعادة فتح صناعة الضيافة والأماكن العامة الأخرى.[42]
- 11 مايو - نشرت حكومة المملكة المتحدة وثيقة من 50 صفحة تحدد المزيد من التفاصيل عن مراحل رفع قيود الإغلاق. قدم بوريس جونسون مزيدًا من التفاصيل أثناء إدلائه بأول تصريح له حول الفيروس إلى البرلمان.[43][44]
  - وسط مخاوف بشأن سلامة الأشخاص العائدين إلى العمل، أخبر جونسون الإحاطة اليومية لداونينغ ستريت أنه لا يتوقع تدفقًا كبيرًا مفاجئًا للأشخاص العائدين إلى العمل، وأنه سوف يتعين على الشركات إثبات أنها أدخلت تدابير السلامة قبل أن تتمكن من إعادة فتح أبوابها.[45]
  - تنصح حكومة المملكة المتحدة الناس في إنجلترا بارتداء أغطية الوجه في الأماكن المغلقة حيث لا يمكن تحقيق التباعد الاجتماعي، مثل وسائل النقل العام وفي المتاجر.
  - أعربت نقابات التدريس عن قلقها إزاء خطط الحكومة لإعادة فتح المدارس في 1 يونيو، ووصفتها بأنها متهورة وغير آمنة.[46][47]
- 12 مايو - أُلغي مهرجانا ريدينغ وليدز، المقرر عقدهما في عطلة نهاية الأسبوع من 28 إلى 30 أغسطس، بسبب تفشي كوفيد-19 المستمر.[48]
- 13 مايو - تدخل لوائح الحماية الصحية (فيروس كورونا، القيود) (إنجلترا) (التعديل رقم 2) لعام 2020 (SI 500) حيز التنفيذ، ما يسمح بإعادة فتح مراكز الحدائق والملاعب الرياضية ومراكز إعادة التدوير. بالإضافة إلى السماح بالتمارين في الهواء الطلق، يُسمح أيضًا بالاستجمام في الهواء الطلق مع ما لا يزيد عن فرد واحد من خارج الأسرة. تُلغى الإعلانات الحكومية هذه مع المتطلبات (غير القابلة للتنفيذ) التي تنص على ضرورة ممارسة التباعد الاجتماعي. يُسمح أيضًا بنقل المنازل ومشاهدتها (البحث عن منزل جديد).[49]
- 14 مايو - أُجري ما مجموعه 126064 اختبارًا لكوفيد-19 في آخر 24 ساعة، وهو أعلى رقم حتى الآن.[50]
  - تشير الأرقام التي جمعتها إن إتش إس في إنجلترا إلى تفصيل للحالات الصحية الأساسية بين وفيات المستشفيات بكوفيد-19 بين 31 مارس و12 مايو، تشير إلى واحد من كل أربعة مصابين بمرض السكري. ومن الحالات الصحية الشائعة الأخرى الخرف (18%)، مشاكل التنفس الخطيرة (15%)، أمراض الكلى المزمنة (14%)، وأمراض القلب الإقفارية (10%).[51]
  - نشر مكتب الإحصاء الوطني نتائج المرحلة المبكرة من برنامج المسح في إنجلترا. من اختبارات المسحات بين 27 أبريل و10 مايو، قدروا أن 148000 شخص، أو 0.27% من السكان، قد أصيبوا بكوفيد-19 في أي وقت خلال هذين الأسبوعين (فاصل الثقة 95%: 94000 إلى 222000).[52] يعني هذا وجود ما يقرب من 10000 حالة جديدة يوميًا.[53] لم يُعثر على فرق كبير بين الفئات العمرية الواسعة. تقديرهم للأشخاص العاملين في مجال الرعاية الصحية أو الرعاية الاجتماعية أعلى، عند 1.33% (مجال الثقة: 0.39% إلى 3.28%). لا يشمل المسح الأشخاص في المستشفيات أو دور الرعاية، حيث من المرجح أن تكون معدلات الإصابة أعلى.
  - وافقت هيئة الصحة العامة في إنجلترا على اختبار الدم الذي طورته شركة روشي دياغنوستيك والذي يمكنه اكتشاف الأجسام المضادة لكوفيد-19.[54]
  - يُمنح النقل في لندن 1.6 مليار جنيه إسترليني من التمويل الحكومي الطارئ للحفاظ على تشغيل خدمات الحافلات والمترو حتى سبتمبر.[55]
- 15 مايو - وجد تقرير عن الوفيات في دور الرعاية في إنجلترا وويلز من مكتب الإحصاءات الوطنية أن 9039 حالة وفاة بين 2 مارس و 1 مايو، و3444 حالة وفاة أخرى من المقيمين في المستشفى. في هذه الفترة، كان كوفيد-19 عامل مسبب في 27% من جميع وفيات المقيمين في دور الرعاية. منذ الأسبوع الأخير من شهر مارس، كانت الوفيات غير المرتبطة بفيروس كورونا أعلى من السنوات السابقة؛ بلغت وفيات السكان من جميع الأسباب ذروتها نحو 14 أبريل.[56]
  - أعلن مات هانكوك أن كل مقيم وموظف في دور الرعاية في إنجلترا سوف يخضع لفحص كوفيد-19 بحلول أوائل يونيو.[57]
  - يعقد علماء الحكومة ونقابات التدريس محادثات في محاولة لإعادة فتح المدارس بأمان.[58] تعرب الجمعية الطبية البريطانية عن دعمها للنقابات بسبب مخاوفها بشأن سلامة استئناف الدراسة.[59]
- 16 مايو - حثت مفوضة الأطفال في إنجلترا آن لونجفيلد الحكومة والنقابات التعليمية على وقف الخلاف والموافقة على خطة من أجل إعادة فتح المدارس، محذرة من أن إغلاق المدارس يؤثر سلبًا على الأطفال المحرومين.[60]
- 17 مايو - في مقال لصحيفة ذا ميل أون سانداي، أقر بوريس جونسون بإحباطه من رسالة الحكومة بشأن البقاء في حالة تأهب في إنجلترا، لكنه حث الجمهور على التحلي بالصبر مع تخفيف إجراءات الإغلاق.[61]
- 18 مايو - عاد الازدحام إلى لندن، وبدأت الحافلات في لندن في تحصيل أجرة الركاب مرة أخرى. كجزء من صفقة بقيمة 1.6 مليار جنيه إسترليني لإنقاذ النقل في لندن، سوف ترتفع رسوم الازدحام أيضًا من 11.50 جنيهًا إسترلينيًا إلى 15 جنيهًا إسترلينيًا اعتبارًا من 22 يونيو.[62]
  - تستأنف المحاكمات أمام هيئة المحلفين في عدد قليل من المحاكم في إنجلترا وويلز، بعد تعليقها منذ بداية فرض قيود الإغلاق.[63]
  - يبدأ معرض تشيلسي للزهور 2020، ويقام بشكل افتراضي لأول مرة.[64]
  - صوتت أندية الدوري الإنجليزي الممتاز لكرة القدم للسماح للفرق ببدء التدريب في مجموعات صغيرة من اليوم التالي كخطوة نحو استئناف كرة القدم في إنجلترا.[65]
- 20 مايو - في أسئلة رئيس الوزراء، أكد بوريس جونسون أن نظام التتبع والتعقب سوف يكون في مكانه اعتبارًا من 1 يونيو.[66]
  - تواجه الحكومة ضغوطًا متزايدة من المجالس ونقابات التدريس لإعادة النظر في خططها لإعادة فتح المدارس الابتدائية اعتبارًا من 1 يونيو. يقول روبرت باكلاند -وزير الدولة لشؤون العدل- إن الحكومة تأخذ جميع المخاوف على محمل الجد.[67]
  - تشير الأرقام الصادرة عن الصحة العامة الإنجليزية إلى أنه لم يُبلغ عن أي حالات إصابة بفيروس كورونا جديدة في لندن على مدار 24 ساعة حتى يوم الاثنين 18 مايو.[68]
- 24 مايو - أظهرت عينات من المتبرعين بالدم في لندن خلال الأسبوع الماضي (ذكرت من قبل الصحة العامة بإنجلترا في 4 يونيو) وجود أجسام مضادة تشير إلى التعرض لكوفيد-19 عند نحو 16% من الأشخاص.[69]
  - أكد بوريس جونسون الخطط (الموضحة في 10 مايو) لإعادة فتح المدارس على مراحل في إنجلترا اعتبارًا من 1 يونيو: اعتبارًا من ذلك التاريخ، سوف يُعاد فتحها لتلاميذ السنوات الأولى والاستقبال والسنة الأولى والسادسة. بحلول 15 يونيو، ربع من هم في الصف 10 والصف 12 سوف يُسمح لهم ببعض الاتصال من أجل المساعدة في التحضير للامتحانات.[70]
- 25 مايو - وضع بوريس جونسون الخطوط العريضة لخطط إعادة فتح صالات عرض السيارات والأسواق الخارجية اعتبارًا من 1 يونيو، وإعادة فتح جميع المتاجر غير الضرورية اعتبارًا من 15 يونيو.[71]
  - توقف مستشفى ويستون العام في سومرست مؤقتًا عن قبول المرضى الجدد بسبب ارتفاع عدد حالات كوفيد-19.[72]
  - أكد اتحاد الكرة أن دوري السوبر للسيدات 2019-20 و2019-20 قد انتهى على الفور، مع تحديد نتيجة الفائزين والهبوط.[73]
- 27 مايو - صرح بوريس جونسون أن نظام الاختبار والتتبع سوف يُشغل في إنجلترا من اليوم التالي.[74]
  - صوتت أندية الدوري الإنجليزي الممتاز لكرة القدم من أجل استئناف التدريبات الجماعية.[75]
- 28 مايو - شُغلت أنظمة تتبع جهات الاتصال في إنجلترا واسكتلندا -إن إتش إس تيست& تريس في إنجلترا، والاختبار والحماية في اسكتلندا.[76] ومع ذلك، أخبر ديدو هاردينغ أعضاء البرلمان أن النظام في إنجلترا لن يكون جاهزًا للعمل بشكل كامل على المستوى المحلي حتى نهاية يونيو.[77][78]
  - يقول جونسون إن الاختبارات الخمسة التي أجرتها الحكومة قد وفت بها، واعتبارًا من 1 يونيو في إنجلترا، سوف تتمكن المجموعات المكونة من ستة أشخاص من الالتقاء في الهواء الطلق في الحدائق وغيرها.[79] وسوف يسمح بإعادة فتح عيادات طب الأسنان اعتبارًا من 8 يونيو.
  - اتفقت أندية الدوري الإنجليزي الممتاز على استئناف المباريات في 17 يونيو، بمباراتين -أستون فيلا ضد شيفيلد يونايتد ومانشستر سيتي ضد أرسنال.[80] جميع المباريات الـ 92 المتبقية من الموسم سوف تبث على شاشة التلفزيون.[81]
- 29 مايو - استقبل مركز إعادة تأهيل مرضى كوفيد -19 أول مرضاه. سُمي إن إتش إس سيكول، ومقره في محكمة هيدلي في ساري، على اسم الممرضة البريطانية الجامايكية ماري سيكول.[82]
- 30 مايو - أعلن بوريس جونسون عن تخفيف قيود الإغلاق على 2.2 مليون شخص كانوا (يحتمون) في منازلهم، مع السماح لهم بالخروج مع أفراد أسرهم من 1 يونيو. من يعيش بمفرده يمكنه مقابلة شخص آخر في الخارج.[83]
- 31 مايو - أعرب بعض العلماء عن قلقهم بشأن منطق تخفيف قواعد الإغلاق لأولئك الذين يحتمون في منازلهم في إنجلترا.[84] ردًا على ذلك، قال روبرت جينريك للصحيفة اليومية لداونينج ستريت إنه واثق بشكل معقول من أن الإجراءات يمكن التحكم بها ولكن مجال المناورة محدود.[85]

### يونيو 2020
- 1 يونيو-

شهد هذا اليوم دخول تشريعات الوقاية الصحية (فيروس كورونا، القيود) (إنجلترا) (التعديل رقم 3) (الصك التشريعي 558) حيز التنفيذ، أيضًا دون تدقيق برلماني مسبق، مع طرح احتمالية إعادة فتح صالات عرض السيارات والقوافل والمرافق الرياضية والأسواق غير الغذائية في الهواء الطلق. استُبدل بالحظر المفروض على مغادرة المنزل قرار بمنع البقاء ليلًا بعيدًا عن المنزل، مع وجود بعض الاستثناءات المحددة. اقتصرت تجمعات الأشخاص القاطنين في أكثر من منزل واحد على ستة أشخاص في الهواء الطلق مع حظرها حظرًا تامًا داخل أماكن الإقامة، إضافةً إلى تحديد بعض الاستثناءات مثل التجمع لأغراض تعليمية، أو تجمعات الرياضيين المحترفين.
أفاد المسؤولون في المدراس بتراوح معدلات الحضور مع إعادة فتح المدارس الابتدائية في إنجلترا بين 40٪ و70٪.
أعادت شركة إيكيا لتجارة الأثاث فتح 19 متجرًا من متاجرها في المملكة المتحدة.
أصبح سباق الخيل أول رياضة تعود إلى إنجلترا بعد انقطاع دام 76 يومًا، مع عقد أول سباق في نيوكاسل. يُذكر أيضًا عودة منافسات السنوكر.
- 2 يونيو -

أصدرت هيئة الصحة العامة في إنجلترا تقريرها حول العدد الكبير غير المتناسب من وفيات كوفيد-19 المنتمين إلى أقليات عرقية، وخلص التقرير إلى أن العمر والجنس والصحة والظروف الجغرافية والعرق كلها عوامل خطر، مع ارتفاع نسب الوفيات بين الأفراد المنحدرين من أصل بنغلاديشي خاصةً.
أكد مجلس الكريكيت في إنجلترا وويلز أن منتخب إنجلترا سيلعب ثلاث مباريات تيست كريكت ضد جزر الهند الغربية بدءًا من 8 يوليو.
- 4 يونيو - أعلن وزير النقل غرانت شابس إلزام الجميع بارتداء أقنعة الوجه في وسائل النقل العام بدءًا من 15 يونيو، مع إعفاء الأطفال الصغار جدًا والمعوقين والذين يعانون صعوبات في التنفس من هذا الشرط.
- 5 يونيو

قال السير باتريك فالانس، كبير المستشارين العلميين لحكومة المملكة المتحدة، إن عدد التكاثر الأساسي يتراوح بين 0.7 و0.9، لكنه قد وصل بالفعل إلى 1 في بعض مناطق إنجلترا. جاءت تعليقاته بعد أن أشارت أرقام من مكتب الإحصاءات الوطنية إلى تراوح قيمته بين 0.7 و1 في إنجلترا.
جرى تمديد الحظر الذي فرضته حكومة المملكة المتحدة على إخلاء المستأجرين في إنجلترا وويلز لمدة شهرين حتى تاريخ 23 أغسطس.
أُعلن فوز نادي تشيلسي بالدوري الإنجليزي الممتاز للسيدات لموسم 2019-2020 عقب انتهاء الموسم مبكرًا، بينما هبط ليفربول من الدوري الممتاز. تقرر بدء موسم 2020–2021 في 5-6 سبتمبر.
أعلن اتحاد الرغبي عن خططه لاستئناف موسم 2019-2020 في يوم السبت 15 أغسطس، على افتراض أن استئناف المنافسات لا يحمل أي مخاطر صحية.
- 7 يونيو - خلُص التقرير الاستقصائي الأسبوعي الصادر عن هيئة الصحة العامة في إنجلترا (نُشر في 11 يونيو) إلى أن الأيام السبعة المنصرمة «لم تشهد زيادةً كبيرة في الوفيات الإجمالية الناجمة عن مختلف الأسباب». استمر انخفاض معدلات تفشي الأمراض التنفسية الحادة في دور الرعاية، لكن مع تسجيل زيادة طفيفة في تفشي المرض داخل المستشفيات. وجدت بيانات الانتشار المصلي الجديدة أجسامًا مضادة تشير إلى تعرض ما يعادل 4٪ من المتبرعين بالدم في جنوب شرق وشرق إنجلترا لكوفيد-19 في الأسبوع السابق.
- 8 يونيو - عمدت وزارة الصحة والرعاية الاجتماعية إلى تحسين إمكانية إجراء الفحوصات ضمن جميع دور رعاية المسنين، بدلًا من إجرائها فقط لمن تجاوزوا سن 65 عامًا، وتحدثت الوزارة عن قدرتها على إرسال أكثر من 50000 عدّة اختبار يوميًا إلى المنشآت المذكورة.[91]
- 9 يونيو

ألغت حكومة المملكة المتحدة خططها لعودة جميع طلاب المرحلة الابتدائية إلى المدرسة قبل نهاية الفصل الصيفي، واصفةً ذلك بأنه غير ممكن.
انتهى موسم الدرجتين الأولى والثانية من الدوري الإنجليزي مبكرًا بعد تصويت أندية الدرجتين على انتهائه.
- 10 يونيو -

أعلن رئيس الوزراء بوريس جونسون تخفيفات إضافية فيما يتعلق بإجراءات الإغلاق في إنجلترا بدءًا من 13 يونيو، ما سمح للأشخاص الذين يعيشون بمفردهم بقضاء الوقت في منزل آخر ضمن ما أُطلق عليه اسم «فقاعة الدعم»، إذ تُعامَل المجموعة كأن أفرادها جميعًا جزء من أسرة واحدة، وعليه لن تنطبق قواعد التباعد الاجتماعي عليها، مع التنويه بعدم إمكانية تبديل الفرد الأسرة التي جمعته الفقاعة معها، أو اختيار أسر متعددة، وأكد جونسون في الوقت ذاته أن هذه القواعد الجديدة لا تنطبق على الأشخاص المعرضين بشدة لخطر الإصابة، بل يجب عليهم الاستمرار في عزل أنفسهم.
أعلن جونسون استمرار عملية وضع الخطط اللازمة لتطبيق برنامج استدراكي دراسي لتعويض الطلاب عما فاتهم دراسيًا، وذلك ضمن أشهر الصيف، على أن تصدر الخطط وتُوضَّح عبر وزير التعليم غافين ويليامسون قريبًا.
- 11 يونيو -

أشارت الأرقام التي نشرتها وزارة الصحة والرعاية الاجتماعية إلى النتائج المحققة في الأسبوع الأول من تفعيل خدمة تيست أند تريس التابعة لهيئة خدمات الصحة الوطنية والهادفة إلى رصد المصابين وإعلامهم بضرورة عزل أنفسهم وتقديم تفاصيل حول مخالطيهم، إذ تم تحديد 31700 جهة اتصال، والوصول إلى 26900 (85٪) منها، ومن ثم طُلب منهم عزل أنفسهم. جرى توفير تفاصيل جهات الاتصال هذه من قبل ثلثي الأشخاص البالغ عددهم 8117 شخصًا والذين ثبتت إصابتهم خلال هذه الفترة وأُدرجت بياناتهم في النظام الصحي.
أظهرت الأرقام الصادرة عن هيئة الخدمات الصحية الإنجليزية تأثير الجائحة على رعاية مرضى السرطان؛ انخفض عدد المرضى المُتابَعين من قبل الاختصاصيين بعد الإحالة بنسبة 60٪ في أبريل مقارنة بعام 2019، مع 79,500 إحالة. في الشهر نفسه أيضًا، انخفض عدد المرضى الذين بدأوا العلاج بنسبة 20٪ ليصل العدد إلى 10800 مقارنة بشهر أبريل 2019.
مارس نواب حزب المحافظين ضغوطات عدة لدفع الحكومة إلى الحد من قواعد التباعد الاجتماعي القاضية بالحفاظ على مسافة مترين بين الأفراد، والتي برأيهم أسهمت بالضرر الاقتصادي الحاصل.
- 13 يونيو – شهد هذا اليوم دخول أجزاء من تشريعات الوقاية الصحية 2020 (فيروس كورونا، القيود) (إنجلترا) (التعديل رقم 4) (الصك التشريعي 588) حيز التنفيذ. سُمِح للأفراد البالغين الذين يعيشون بمفردهم في إنجلترا وأيرلندا الشمالية الاجتماع بأسرة واحدة أخرى بصرف النظر عن عدد أفرادها، ما سمح بمعاملتهم بمثابة أسرة واحدة فيما يتعلق بالتجمعات المسموح بها، إلى جانب إتاحة إمكانية المبيت في منزل الأسرة الأخرى. أطلقت الحكومة اسم «فقاعة دعم» على هذه الإجراءات. خُففت صرامة القواعد الخاصة بالتجمعات للسماح بوجود مرافقين عند الذهاب للمواعيد الطبية والولادات، مع زيادة عدد الزيارات في المستشفيات ودور العجزة ودور الرعاية.[95]

- 14 يونيو -

كلف رئيس الوزراء بوريس جونسون المعنيين بمراجعة قاعدة التباعد الاجتماعي التي تنص على المحافظة على مسافة مترين بين الأفراد، وسط مخاوف من الأضرار التي قد تلحق بقطاع الضيافة في حال استمرار هذه القاعدة، على أن تنتهي المراجعة قبل 4 يوليو، حيث تقرّر إعادة فتح الحانات والمقاهي.
عشية إعادة فتح متاجر البيع بالتجزئة غير الأساسية، حثّ جونسون الناس على «التسوق والتسوق بثقة».
- 15 يونيو -

دخلت باقي تشريعات الوقاية الصحية (فيروس كورونا، القيود) (إنجلترا) (التعديل رقم 4) لعام 2020 (الصك التشريعي 588) حيز التنفيذ، ما سمح بإعادة فتح متاجر التجزئة الإنجليزية والفعاليات التجارية التي تنطوي على اختلاط الأفراد، باستثناء تلك الموجودة في قائمة استثناءات محددة مثل المطاعم والحانات والنوادي الليلية ومعظم دور السينما والمسارح والمتاحف ومحلات تصفيف الشعر والأنشطة الرياضية داخل المنشآت والمرافق الترفيهية، مع إمكانية إعادة فتح مناطق الجذب السياحي في الهواء الطلق المعنية بالحيوانات مثل المزارع وحدائق الحيوان ومتنزهات السفاري. أمكن ارتياد أماكن العبادة مرة أخرى لأداء الصلاة (لكن ليس لإقامة طقوس العبادة الجماعية). استمر فرض الإغلاق على المكتبات الإنجليزية.
دخلت تشريعات الوقاية الصحية (فيروس كورونا، ارتداء أقنعة الوجه ضمن وسائل النقل العام) (إنجلترا) حيز التنفيذ، وطُلب من المسافرين في وسائل النقل العام في إنجلترا ارتداء غطاء للوجه. شهد اليوم عودة تلاميذ المدارس الثانوية في إنجلترا من الصف العاشر إلى الصف الثاني عشر إلى المدرسة.
أُلغي سباق نصف الماراثون غريت نورث رن لعام 2020، والمقرر في 13 سبتمبر، بسبب تفشي كوفيد-19.
- 16 يونيو - أعلنت حكومة المملكة المتحدة تمديد العمل بنظام قسائم الوجبات المدرسية ليغطي فترة العطلة الصيفية، ما سمح لما يعادل 1.3 مليون طفل محروم بالحصول على وجبات مجانية خلال الإجازات. جاء القرار معاكسًا لقرار سابق بتعليق البرنامج في الإجازات.
- 17 يونيو – شهد هذا اليوم عودة الدوري الإنجليزي الممتاز لكرة القدم بعد 100 يوم من الغياب.
- 19 يونيو

أعلنت حكومة المملكة المتحدة عن صندوق بقيمة مليار جنيه إسترليني لمساعدة الأطفال في إنجلترا على تعويض ما فاتهم في أثناء فترة إغلاق المدارس. أكد وزير التعليم غافين ويليامسون عودة جميع الأطفال إلى الدراسة بدوام كامل في سبتمبر.
أكد الدكتور ديفيد روسر، الرئيس التنفيذي للصندوق الاستئماني التابع لهيئة الخدمات الصحية الوطنية للمستشفيات الجامعية في برمنغهام، أكبر صندوق استئماني في إنجلترا، عدم وجود مرضى كوفيد-19 في وحدات العناية المركزة التابعة للصندوق للمرة الأولى منذ مارس، وأقر بوجود مؤشرات تدل على أن مرضى كوفيد-19 «لا يبدون علامات المرض، مثلما كانوا سابقًا».
- 22 يونيو - أعلنت حكومة المملكة المتحدة أن 2.2 مليون شخص في إنجلترا كانوا يحمون أنفسهم منذ بداية الإغلاق لن يحتاجوا إلى القيام بذلك بدءًا من 1 أغسطس، مع إتاحة فرصة لقاء ما يصل إلى خمسة أشخاص آخرين في الخارج وتشكيل «فقاعة دعم» مع أسرة أخرى بدءًا من 6 يوليو.[99]
- 23 يونيو

أعلن رئيس الوزراء بوريس جونسون تخفيف قواعد التباعد الاجتماعي في إنجلترا بدءًا من 4 يوليو، مع مطالبة الأفراد بالحفاظ على مسافة متر واحد بينهم ونصحهم بجعل المسافة مترين كلما أمكن ذلك. أكد جونسون أيضًا إمكانية إعادة فتح الحانات والمطاعم والفنادق وصالونات تصفيف الشعر في اليوم نفسه، شرط الالتزام بالتباعد الاجتماعي. شملت قائمة الأماكن التي استمر إغلاقها كلًا من المنتجعات الصحية وصالونات العناية بالأظافر والصالات الرياضية. سُمح بالتقاء أسرتين أيضًا داخل أماكن الإقامة بدءًا من 4 يوليو، دون إلزام الأسرتين ببعضهما فقط مثلما كان الحال في نظام الفقاعات. سُمح بإقامة حفلات الزفاف مع حضور يصل إلى 30 ضيفًا.
في محاولة لتهدئة مخاوف فعاليات اللياقة البدنية من عدم افتتاح الصالات الرياضية في 4 يوليو، أعلن وزير الثقافة أوليفر دودن لاحقًا على تويتر أن الحكومة تأمل في إعادة فتح الصالات الرياضية في منتصف يوليو.
- 25 يونيو -

أعلنت حكومة المملكة المتحدة عن خطط لتخفيف القواعد الخاصة بإنجلترا وويلز بهدف السماح للحانات والمطاعم باستخدام المساحات الخارجية مثل المدرجات والأرصفة ومواقف السيارات، في حين أن الأسواق الخارجية والمناسبات لم تعد بحاجة إلى تراخيص.
أشارت الأرقام الصادرة عن خدمة تيست أند تريس التابعة لهيئة الصحة الوطنية إلى أنها طلبت مما يزيد عن 100,000 شخص عزل أنفسهم بعد الاتصال بهم من قبل متتبعي المخالطين خلال الأسابيع الثلاثة الأولى من عملها، فضلًا عن تمكنها من الاتصال مع ثلاثة أرباع الأشخاص الذين تم توفير تفاصيلهم.
نشرت حكومة المملكة المتحدة خطة من خمس مراحل لإعادة فتح المسارح، لكن سرعان ما انتقدت النقابات المسرحية الخطة باعتبارها «لا معنى لها» و «محزنة» لأنها لم تتضمن أي أحكام للاستثمار في الفنون المسرحية.
- 26 يونيو - أصدرت شرطة ميرسيسايد أمرًا بتشتيت تجمع مشجعي فريق ليفربول لكرة القدم الذين اجتمعوا في الليلة الثانية من الاحتفال بعد فوز الفريق بلقب الدوري الإنجليزي الممتاز في اليوم السابق.
- 28 يونيو - أكدت وزيرة الداخلية بريتي باتيل التقرير الصادر عن صحيفة صنداي تايمز والقائل إن الحكومة تدرس بالفعل فرض إغلاق محلي على مدينة ليستر، التي شهدت ارتفاعًا في حالات كوفيد -19؛ من بين 2494 حالة أُبلغ عنها في المدينة، وقعت 658 حالة (نحو 25٪) في الأسبوعين السابقين لتاريخ 16 يونيو.[101]
- 29 يونيو

بعد الارتفاع الحاد في حالات كوفيد-19 في ليستر، أعلن وزير الصحة مات هانكوك عن إعادة فرض إجراءات إغلاق أكثر صرامة في المدينة، متضمنةً إغلاق محلات البيع بالتجزئة غير الأساسية بدءًا من اليوم التالي، وإغلاق المدارس بدءًا من تاريخ 2 يوليو. نُصح المواطنون في ليستر بالبقاء في منازلهم قدر الإمكان، وتجنب جميع الرحلات من وإلى المدينة وداخلها باستثناء الرحلات الضرورية. من بين 2987 حالة إيجابية في ليستر منذ بدء الجائحة، أُبلغ عن 866 حالة (29٪) في الأسبوعين السابقين لتاريخ 23 يونيو، بينما قال هانكوك إن الحالات في ليستر شكلت «10٪ من جميع الحالات الإيجابية في البلاد خلال الأسبوع الماضي». انتقد السير بيتر سولسبي، عمدة مدينة ليستر، نقص التواصل بين حكومة المملكة المتحدة ومجلس مدينة ليستر، إذ وصفه بأنه «محبط للغاية».
نشرت حكومة المملكة المتحدة إرشادات فيما يتعلق بحفلات الزفاف في إنجلترا، والتي سُمح بإقامتها بدءًا من 4 يوليو؛ أمكن لما يصل إلى ثلاثين شخصًا الحضور، لكن دون فعاليات غنائية أو مراسيم استقبال.
أكد مجلس إنجلترا وويلز للكريكيت بدء موسم بطولة المقاطعة 2020 في 1 أغسطس.
- 30 يونيو – صرح مكتب تشريعات التأهيل والاختبار، الدائرة الحكومية المسؤولة عن تنظيم الامتحانات في إنجلترا، أن أي طالب من طلاب الشهادة العامة في مرحلة التعليم الثانوي (جي سي إس إي) أو طلاب المستوى (أ) لم تعجبه النتائج التي حصل عليها سيكون قادرًا على أداء الاختبارات في جميع المواد خلال الخريف. ستكون امتحانات جي سي إس إيه في الرياضيات واللغة الإنجليزية فقط متاحة أيضًا في أوائل عام 2021، إذا لزم الأمر.[103]

### يوليو 2020
- 1 يوليو –
  - بعد إعادة فرض إجراءات أشد صرامة للإغلاق التام في ليستر، نشر عدد من المجالس المحلية منشورات على وسائل الإعلام الاجتماعية في محاولة لتبديد الشائعات الكاذبة بأن عمليات الإغلاق المحلية وشيكة الحدوث في مناطقهم.[104]
  - يخلص تقرير صادر عن الصحة العامة في إنجلترا إلى أنه لم يكن ثمّة مصدر واضح لارتفاع الإصابات الحاد في ليستر.[105]
- 2 يوليو - أعلن وزير التعليم غافين ويليامسون عن خطط السلامة التي وضعتها حكومة المملكة المتحدة لتحضير المدارس في إنجلترا كي تكون جاهزة للعمل في الوقت المناسب لشهر سبتمبر. تضمّنت الخطط الحفاظ على الفصول الدراسية وصفوف السنين الكاملة منفصلة ضمن «فقاعات»، وتزويد المدارس بمجموعات عدّة اختبار منزلية لتقديمها إلى أُسر الأطفال الذين يطوّرون أعراض كوفيد-19. وسيتم توزيع وحدات اختبار متنقلة على المدارس في حالة تأكيد حالة إصابة بكوفيد-19.[106]
- 3 يوليو –
  - نشرت حكومة المملكة المتحدة قائمة تضم 59 دولة يُعفى القادمون منها من دخول الحجر الصحي لدى عودتهم إلى إنجلترا اعتبارًا من 10 يوليو. ومن بين هذه الدول اليونان وفرنسا وبلجيكا وإسبانيا، لكن البرتغال والولايات المتحدة ليستا ضمن الدول المدرجة في القائمة. لا تنطبق هذه التغييرات على اسكتلندا أو ويلز أو أيرلندا الشمالية، إذ تبقى قيود الحجر الصحي سارية بالنسبة لجميع الوافدين من خارج المملكة المتحدة.[107]
  - حكومة المملكة المتحدة تسرّع مرور لائحة تعليمات الوقاية الصحية (فيروس كورونا، الإجراءات التقييدية) (ليستر) 2020 عبر البرلمان لتفويض الشرطة بفرض قيود الإغلاق التام في ليستر اعتبارًا من 4 يوليو.[108][109]
  - بدأت الصحة العامة في إنجلترا تضمين حالات «المركز 1» و«المركز 2» للسلطات المحلية في إنجلترا، ومن المتوقع لهذا التعديل أن يؤدي إلى ارتفاع ظاهر في الحالات في أماكن عديدة.[110]
  - عشيّة تخفيف القيود المفروضة على إنجلترا في الآونة الأخيرة، يصف رئيس الوزراء بوريس جونسون التغييرات بأنها «أكبر خطوة حتى الآن على طريق التعافي»، ويحذر عامة الناس من السماح بإعادة فتح الأعمال التجارية عبر تجاهل قواعد التباعد الاجتماعي. وأضاف أيضًا أنه يمكن فرض إجراءات إغلاق على الصعيد المحلي دون الوطني لضبط الفيروس.[111]
  - أعلن بوريس جونسون أن لعبة الكريكت الترفيهية يُمكن أن تُستأنف في إنجلترا اعتبارًا من 11 يوليو.[112]
- 4 يوليو  –
  - لائحة تعليمات الوقاية الصحية (فيروس كورونا، الإجراءات التقييدية) (رقم 2) (إنجلترا) لعام 2020 تدخل حيز النفاذ في إنجلترا، لتحل محل اللوائح السابقة للإغلاق التام (SI 350) وتخفف من إجراءاتها مانحةً وزير الخارجية سلطات إصدار تصاريح تقييد الوصول إلى الأماكن العامة في الهواء الطلق. استُبعِدت ليستر من تخفيفات الإجراءات نظرًا لارتفاع معدل كوفيد-19 مع سريان قوانين أكثر صرامة.[113]
  - إعادة فتح صالونات تصفيف الشعر وإعلانها عن مجموعة متنوعة من تدابير السلامة، بما في ذلك ضرورة قيام العملاء بالحجز عبر الإنترنت، والانتظار خارجًا من أجل الموعد، وارتداء غطاء للوجه وسيرتدي مصففو الشعر في بعض الصالونات معدات واقية، وسوف تظل أمكنة العمل التبادلية غير مستخدمة. وسوف يتوقف البعض عن تقديم قصات شعر جافة.[114]
- 5 يوليو –
  - في مقابلة مع هيئة الإذاعة البريطانية، صرّح السير سيمون ستيفنز، الرئيس التنفيذي لدائرة الصحة الوطنية في إنجلترا، أن كوفيد-19 قد سلط الضوء على «قدرة نظام الرعاية الصحية على التكيف»، وأن الخطط الكافية لتمويل الرعاية الاجتماعية لابد وأن تكون قائمة في غضون عام واحد.[115]
  - أعلنت الحكومة البريطانية عن قواعد إعفاء جديد لاستثناء المشاركين في الأحداث الرياضية الكبرى من الحجر الصحي، وكذلك الإنتاج السينمائي والتلفزيوني، ما يسمح لهم باستئناف العمل. تنطبق القواعد على إنجلترا، حيث سيحتاج المشاركون إلى العمل في بيئة خاضعة للرقابة وسيجري اختبارهم لكوفيد-19.[116]
- 6 يوليو– مع تزايد المخاوف بشأن ارتفاع معدلات البطالة، أعلنت حكومة المملكة المتحدة عن خطة بقيمة 111 مليون جنيه إسترليني لمساعدة الشركات في إنجلترا على توفير 30 ألف شاغر للمتدربين؛ وسيتم توفير 21 مليون جنيه إسترليني لتمويل خطط مماثلة في اسكتلندا وويلز وأيرلندا الشمالية.[117]
- 7 يوليو – أُعيد إغلاق ثلاث حانات في يوركشاير وهامبشاير وسمرست بعد إعادة فتحها في 4 يوليو إثر إصابة أحد الزبائن بكوفيد-19.[118]
- 8 يوليو– مستشفى هيلينغتون في أوكسبريدج يغلق قسم الحوادث والطوارئ جرّاء تفشي مرض كوفيد-19، مع دخول 70 من العاملين في المستشفى ضمن العزل الذاتي.[119]
- 9 يوليو -
  - إصدار مجموعتين من البيانات توضحان عدد حالات الإصابة بمرض كوفيد-19 في إنجلترا؛ تشير أرقام مكتب الإحصاءات الوطنية أن واحدًا من كل 3900 شخص مصاب بالفيروس، بعد أن كانت النسبة واحد من كل 2200 في الأسبوع السابق، بينما تشير أرقام الصحة العامة في إنجلترا إلى أن الحالات انخفضت بنسبة 25% في الأسبوع حتى 5 يوليو.[120]
  - يعلن أوليفر داودن وزير الثقافة أن أحواض السباحة والنوادي الرياضية والرياضة على الأراضي العشبية والأعمال التجارية التي تتطلب العمل عن قرب وفعاليات الهواء الطلق يمكن أن تعود إلى إنجلترا من خلال البرنامج التالي: إعادة افتتاح أحواض السباحة الخارجية بدءًا من 11 يوليو، والرياضات العشبية تُستأنف من نهاية الأسبوع 11 يوليو، بدءًا بالكريكيت، وفعاليات الهواء الطلق بدءًا من 11 يوليو، وإعادة افتتاح صالونات التجميل، والوشوم، والمنتجعات الصحية، وصالونات التسمير والخدمات الأخرى التي تتطلب التواصل القريب بدءًا من 13 يوليو «مع خضوعها لبعض القيود»؛ والصالات الرياضية الداخلية وأحواض السباحة والمرافق الرياضية تفتح اعتبارًا من 25 يوليو. بالإضافة إلى ذلك، سيتم أداء تجربة صغيرة من العروض الداخلية مع جمهور متباعد اجتماعيًا لتقييم أفضل طريقة لإعادة تشغيلها.[121]
- 10 يوليو -
  - بما أن ارتداء أغطية الوجه أصبح إلزاميًا في المتاجر في اسكتلندا، فإن حكومة المملكة المتحدة تنظر فيما إذا كان ينبغي لها أن تطبق نفس القاعدة على المتاجر في إنجلترا. شُوهد رئيس الوزراء مرتديًا قناعًا في العلن.[122][123]
  - يحذر رؤساء مسرح برمنغهام ريبرتوري، أحد المسارح الرائدة في المملكة المتحدة، من أن المسرح يتعرض لخطر فقدان 47 من موظفيه (حوالي 40% من قوة العمل)، وهو في خطر الإغلاق نتيجة التبعات الاقتصادية لجائحة كوفيد-19.[124]
- 11 يوليو –
  - يدخل جزء من لائحة تعليمات الوقاية الصحية (فيروس كورونا، الإجراءات التقييدية) (رقم 2) (إنجلترا) لعام 2020 حيز التنفيذ، ما يسمح بإعادة فتح أحواض السباحة الخارجية والمتنزهات المائية. ينتقد متعهدو أحواض السباحة الخارجية، والكثير منهم مجموعات مجتمعية وجمعيات خيرية، توقيت قرار حكومة المملكة المتحدة، مستشهدين بعدم توفر الوقت للتحضير الذي جعل موسم الصيف القصير «غير قابل للتحقيق».[125]
  - بلجيكا تدرج ليستر على قائمة «المنطقة الحمراء». أي شخص زار المدينة مؤخرًا سيُطلب منه الحجر الصحي لمدة 14 يومًا عند وصوله إلى بلجيكا.[126]
- 12 يوليو –
  - صرّح مايكل غوف، وزير مكتب مجلس الوزراء، إنه لا يؤمن بضرورة ارتداء أغطية الوجه في المتاجر في إنجلترا، ولكن القيام بذلك هو «السلوك الجيد الأساسي».[127]
  - أُثبتت إصابة 73 عاملًا في مزرعة هيرفوردشير، ما تطلب من بقية العمال في المزرعة البالغ عددهم 200 عامل أو نحو ذلك عزل أنفسهم.[128]
- 13 يوليو –
  - يدخل ما تبقى من لائحة تعليمات الوقاية الصحية (فيروس كورونا، الإجراءات التقييدية) (رقم 2) (إنجلترا) لعام 2020 حيز التنفيذ، سامحةً بإعادة فتح صالونات الأظافر والحانات، وصالونات وحُجيرات التسمير، والمنتجعات وصالونات التجميل، وصالونات التدليك، وصالات الوشم، وخدمات ثقب الجسم والجلد.[129][130]
  - صرّح رئيس الوزراء أن على الناس «ارتداء» أغطية للوجه في المتاجر في إنجلترا وسوف تقرر حكومة المملكة المتحدة في الأيام القليلة القادمة ما إذا كانت «إجراءات الإنفاذ» مطلوبة لضمان تطبيق الأمر.[131]
- 14 يوليو –
  - تعلن الحكومة البريطانية أن ارتداء أغطية الوجه سيصبح إلزاميًا في المتاجر والأسواق المركزية في إنجلترا اعتبارًا من 24 يوليو. أما من يمتنع عن ذلك فسوف يواجه غرامة تصل حتى 100 جنيه إسترليني. ويقول مات هانكوك وزير الصحة إن هذه الخطوة «ستمنح الناس المزيد من الثقة للتسوق بأمان وتعزيز الحماية لأولئك الذين يعملون في المتاجر».[132]
  - في محاولة لتجنب إغلاق ليستر بالكامل، قدمت السلطة الوحدوية لبلاكبيرن مع داروين سلسلة من الإجراءات الأكثر إحكامًا التي ينبغي التقيد بها الشهر القادم إثر ارتفاع حاد لحالات كوفيد-19 في المنطقة. وتشمل هذه الإجراءات فرض قيود أكثر صرامة على الزوار من أسرة أخرى، والتوصية بأداء التحية بملامسة المرفقين بدلًا من المعانقة أو التصافح بالأيدي.[133]
  - ظهور عمل فني لفنان الجرافيتي بانكسي ضمن أحد قطارات أنفاق لندن، يشجع الناس على ارتداء أغطية الوجه.[134] العمل الفني، بعنوان «If Yu Dn't Mask, Yu Dn't Get» أُزيل من قبل عمال النظافة الذين لم يكونوا على دراية بهوية الفنان.[135]
- 15 يوليو – أكد مات هانكوك وزير الصحة أنه لا توجد خطط لفرض ارتداء أغطية الوجه على موظفي المكاتب في إنجلترا.[136]
- 16 يوليو – أعلن وزير التعليم غافين ويليامسون عن مشروع خطة قروض طارئة للجامعات في إنجلترا المعرضة لخطر الإفلاس بسبب الآثار المالية للجائحة. ويأتي الإعلان بعد صدور تقرير من معهد الدراسات المالية محددًا 13 جامعة غير مُسماة تواجه صعوبات مالية.[137]
  - فرض إقليم بيندل في مقاطعة لانكشر تدابير وقائية إضافية للتباعد الاجتماعي للمساعدة في وقف الارتفاع المحلي لحالات كوفيد-19 وتجنب الإغلاق التام.[138]
  - أعلن مات هانكوك وزير الصحة أن القيود المتعلقة بالمدارس ودور الحضانة في ليستر ستُرفع ابتداءً من 24 يوليو بعد انخفاض في حالات الإصابة في المدينة. لكن البارات والمطاعم سوف تبقى مغلقة، وسوف تستمر القيود المفروضة على التجمعات والزوار.[139]
- 17 يوليو –
  - أعلن رئيس الوزراء عن تسهيلات إضافية لتخفيف القيود المفروضة على إنجلترا، مع خطط «عودة واسعة للحياة الطبيعية» بحلول عيد الميلاد. وتسمح المبادئ التوجيهية الجديدة للناس التي دخلت حيز التنفيذ فوريًا باستخدام وسائل النقل العام للرحلات غير الضرورية، في حين يتمتع أصحاب العمل بسلطة تقديرية أكبر بشأن أماكن عملهم اعتبارًا من 1 أغسطس.[140] اعتبارًا من 18 يوليو، ستتمتع السلطات المحلية بالقدرة على فرض عمليات الإغلاق المحلية.[141]
  - أعلن جونسون عن زيادة قدرها 3 مليارات جنيه إسترليني لصالح دائرة الصحة الوطنية في إنجلترا للمساعدة في التحضير لموجة ثانية محتملة من مرض كوفيد-19 خلال الشتاء القادم.[142]
  - أعلن جونسون عن خطة تجريبية للعودة للرياضات ذات الجماهير، سعيًا للعودة الكاملة بحلول 1 أكتوبر. ومن بين أول حدثين رياضيين ضمن الخطة التجريبية بطولة العالم للسنوكر لعام 2020 ومهرجان غودوود المجيد، أُعلِن أيضًا عن مخطط تجريبي للعودة إلى العروض الداخلية مع جماهير متباعدة اجتماعيًا في المسارح وأماكن أداء الموسيقا والعروض، بهدف العودة الكاملة في أغسطس.[143][144]
  - دعا مات هانكوك، وزير الصحة، إعادة النظر بكيفيّة تسجيل وفيات كوفيد-19 في إنجلترا عقب تأكيد الصحة العامة أنها تسجّل حالات الوفاة على أنها مرتبطة بكوفيد-19 حتى في حال وقوع الوفاة بعد عدّة شهور من تأكيد الإصابة بالفيروس؛ في حين الدول الأخرى لا تسجل الوفاة كفيروس كوفيد إذا حدثت بعد أكثر من 28 يومًا من نتيجة الاختبار الإيجابية.[145]
  - طبقت بلدة روتشديل تدابير وقائية إضافية للتباعد الاجتماعي لتجنب الإغلاق الكامل بعد ارتفاع حالات كوفيد-19 في المنطقة.[146]
- 18 يوليو –
  - يدخل ما تبقى من لائحة تعليمات الوقاية الصحية (فيروس كورونا، الإجراءات التقييدية) (رقم 3) (إنجلترا) لعام 2020 حيز التنفيذ، الأمر الذي أعطى السلطات المحلية في إنجلترا سلطات جديدة لإغلاق المتاجر والأماكن العامة الخارجية، وإلغاء الأحداث بهدف ضبط كوفيد-19.[147]
  - أصبحت إحدى الحانات في مانشستر واحدة من أوائل الأماكن التي تقدم حفلًا حيّا تزامنًا مع استمرار تخفيف إجراءات الإغلاق التام.[148]
  - 19 يوليو - أثيرت مخاوف بشأن نظام تتبع المخالطين في إنجلترا بعدما تبيّن أن 50% على الأقل من الأشخاص الذين تم التعرف عليهم بأنهم كانوا على اتصال وثيق بشخص مصاب في بلاكبيرن لم يتم التواصل معهم.[149]
- 20 يوليو – أظهرت الأرقام الصادرة عن الصحة العامة في إنجلترا أن بلاكبيرن مع داروين تتخطى ليستر لتصبح البؤرة الساخنة لكوفيد-19 في إنجلترا، مع 79.2 حالة لكلّ 100.000 في الأسبوع حتّى 17 يوليو. وقد تضاعفت الحالات تقريبًا من 63 إلى 118 حالة في الأسبوع.[150]
- 22 يوليو –
  - تسمح حكومة المملكة المتحدة باستئناف الزيارات إلى دور الرعاية في إنجلترا، ولكنها توصي بزائر دائم وحيد لكل مقيم، وتمنح السلطات المحلية ومديرو الصحة العامة مسؤولية إعطاء إشارة البدء للسكن الفردي.[151]
  - استئناف اختبارات القيادة في إنجلترا.[152]
- 23 يوليو –
  - عشية تطبيق أنظمة جديدة لارتداء أغطية الوجه في إنجلترا، تصدر حكومة المملكة المتحدة توجيهات كاملة حول متى وأين ينبغي ارتداؤها.[153]
  - سيتم إنشاء شبكة من مراكز الاختبار السريعة لكوفيد-19 في كافة أنحاء إنجلترا، سعيًا إلى العمل بكامل طاقتها بحلول نهاية أكتوبر.[154]
  - أُخبِر سكان بلدتي بلاكبيرن ولوتن أن المرحلة الأخيرة من تخفيف القيود لن يسمح بها بسبب ارتفاع عدد حالات كوفيد-19 فيهما.[155]
- 24 يوليو –
  - تدخل لائحة تعليمات الوقاية الصحية (فيروس كورونا، ارتداء أغطية الوجه في الأماكن ذات الصلة) (إنجلترا) لعام 2020 حيّز النفاذ، فارضةً على الأفراد ارتداء غطاء الوجه في معظم المتاجر الداخلية ومراكز التسوق والبنوك ومكاتب البريد ومراكز النقل العام. ويجب أن يرتديها أي شخص يشتري طعامًا أو مشروبًا جاهزًا من إحدى المنافذ، ولكن يمكن أن إزالتها منها من قبل من يتناولون الطعام داخل المبنى. يُستثنى الأطفال تحت سن 11 عامًا والأشخاص من ذوي الإعاقة أو بعض الظروف الصحية التي من شأنها أن تجعل ارتداء غطاء الوجه أمرًا صعبًا.[156] اللوائح الجديدة مشابهة للائحة تعليمات الوقاية الصحية (فيروس كورونا، ارتداء أغطية الوجه في وسائل النقل العام) (إنجلترا) لعام 2020، التي دخلت حيز النفاذ في 15 يونيو 2020.
  - يؤكد اتحاد كرة القدم أن موسم الدوري الإنجليزي الممتاز لكرة القدم 2020-2021 سيبدأ في 12 سبتمبر.[157]
  - تم تحديث قائمة البلدان التي لا يضطر القادمون منها إلى دخول الحجر الصحي عند وصولهم إلى إنجلترا، مع إدراج إستونيا ولاتفيا وسلوفاكيا وسلوفينيا وسانت فنسنت وغرينادين إلى القائمة؛ في حال يبقى على المسافرين القادمين من البرتغال أن يُعزلوا لمدة 14 يومًا.[158]
  - تعلن الحكومة البريطانية أن 30 مليون شخص في إنجلترا سيقُدم إليهم لقاح الإنفلونزا خلال الشتاء القادم.[159]
  - تفيد التقارير أنه نتيجةً للجائحة وخسارة الوظائف، نحو 1000 شخص تقدموا بطلبات إلى مطعم في مانشستر كان قد أعلن عن وظيفة شاغرة لموظف الاستقبال.[160]
- 25 يوليو –
  - مع دخول لائحة تعليمات الوقاية الصحية (فيروس كورونا، الإجراءات التقييدية) (رقم 2) (إنجلترا) (تعديل) (رقم 2) لعام 2020 حيّز التنفيذ، تبدأ عملية إعادة فتح النوادي الرياضية الداخلية، وأحواض السباحة وغيرها من المرافق الرياضية الداخلية.[161]
  - تحذر الصحة العامة في إنجلترا من أن السمنة الزائدة وزيادة الوزن تجعل الناس أكثر عرضة للإصابة بمرض خطير أو وفاة ناتجة عن مرض كوفيد-19.[162]
  - أعلنت حكومة المملكة المتحدة عن تمويل طارئ بقيمة 2.25 مليون جنيه إسترليني لأماكن أداء الموسيقى الصغيرة في إنجلترا، والتي ستكون من نصيب 150 مكان عرض.[163]
  - بعد ارتفاع عدد حالات الإصابة بمرض كوفيد-19 في إسبانيا، ومخاوف من موجة ثانية، تؤكد حكومة المملكة المتحدة أن المسافرين العائدين إلى إنجلترا من إسبانيا سيتوجب عليهم الحجر الصحي لمدة 14 يومًا اعتبارًا من 26 يوليو.[164]
- 26 يوليو –
  - أُثبِتت إيجابيّة اختبار 21 شخص لكوفيد-19 في متنزه للقافلات في كرافين آرمز، شروبشاير، وسط تحذيرات خبراء الصحة من ارتفاع عدد الحالات.[165]
  - حذر دير ويستمنستر آبي أنه من المقرر صرف 20% من موظفيه بعد أن خسر ما يصل إلى 12 مليون جنيه إسترليني من الإيرادات السياحية بسبب إغلاق الحدود.[166]
- 27 يوليو - إغلاق مصنع خرسانة يشارك في بناء مصنع هينكلي بوينت للمعالجة النووية من قبل المجموعة المالكة بلفور بيتي بعد تفشي مرض كوفيد-19 في الموقع.[167]
- 28 يوليو –
  - فرضت بلدة أولدم تقييدات أكثر صرامة للحد من انتشار الفيروس إثر ارتفاع في الحالات؛ طُلب من السكان الامتناع عن استقبال الزوار، والإبقاء على بعد مترين عند خروجهم، ويُطلب ممّن يلتزمون الوقاية أن يستمروا في القيام بذلك حتى 14 أغسطس، في حين أن دور الرعاية لن تخفف من القيود.[168]
  - الموسيقار الشعبي فرانك تورنر يؤدي عرضًا حيًا لجمهور مؤلف من 200 شخص على خشبة مسرح كليفام غراند بلندن مع وضع إجراءات الأمان لعودة الموسيقى الحية. لكن مدير المكان يقول إن صيغة العمل هذه غير قابلة للتطبيق من الناحية الاقتصادية لأنها لن تسمح للأماكن بأن تجني ما يكفي من المال لتغطية تكاليف التشغيل.[169]

30 يوليو –
- تشير أرقام مكتب الإحصاءات الوطنية إلى أن إنجلترا كانت صاحبة أعلى عدد من الوفيات الزائدة في أوروبا بين نهاية فبراير ومنتصف يونيو، سجلت ثاني أعلى نسبة وفيات بعد إسبانيا.[170]
- فُرِضت قيود على مانشستر الكبرى، وبعض أجزاء من إيست لانكشر ويوركشاير تحظر على الأسر المختلفة أن تلتقي داخل البيوت بعد «ارتفاع معدل انتقال العدوى» في تلك المناطق بسبب عدم التزام الناس بقواعد التباعد الاجتماعي. تُفرَض القيود بدءًا من منتصف الليل.[171]
- 31 يوليو –
- أرجأ رئيس الوزراء بوريس جونسون بعض إجراءات تخفيف القيود المقرر بدؤها يوم 1 أغسطس لمدة أسبوعين وسط مخاوف من ارتفاع عدد حالات كوفيد-19. وسوف تظل صالات البولينغ والكازينوهات مغلقة حتى 15 أغسطس، في حين أُجِّلت حفلات الزفاف التي تضم حتى 30 شخصًا إلى ذلك التاريخ. أُوقِفت تجارب الأحداث الرياضية. من 8 أغسطس، سيصبح ارتداء أغطية الوجه في الأماكن الداخلية مثل دور السينما وأماكن العبادة إلزاميًا.[172]
- تشير الدراسة الاستقصائية لمكتب الإحصاءات الوطنية للأسر المعيشية إلى أن حالات الإصابة بمرض كوفيد-19 في إنجلترا ترتفع من جديد، مع زيادة من 2800 حالة إلى 4200 حالة يومية في الأسبوع منذ 20 حتى 26 يوليو.[173]
- مُنحت الحانات والمطاعم وصالونات تصفيف الشعر الإذن بإعادة الفتح بدءًا من يوم الاثنين 3 أغسطس[174]

### أغسطس 2020
1 أغسطس
- أوقف برنامج الحماية مؤقتًا في إنجلترا واسكتلندا، ولكنه سيستمر في المناطق التي قُدمت فيها احتياطات إضافية.[175]
- يقترح البروفيسور غراهام ميدلي، أحد العلماء الذين يقدمون المشورة للحكومة، أن المقايضة قد تكون مطلوبة للسماح بإعادة فتح المدارس في إنجلترا، بينما يتعين إغلاق الحانات أو المرافق الأخرى.[176]
- تحذر السلطات المحلية من صعوبة تطبيق قواعد التباعد الاجتماعي على الشواطئ بعد موجة من الطقس الحار أدت إلى تدفق الناس إلى الساحل.[177]

2 أغسطس
- أعلِن عن حادث كبير في مانشستر الكبرى بعد ارتفاع معدلات الإصابة بفيروس كورونا.[178][179]
- قال وزير الإسكان روبرت جينريك إن إعادة فتح المدارس في إنجلترا لشهر سبتمبر أولوية قصوى للحكومة.[180]

3 أغسطس- سُمح بإعادة فتح المطاعم والحانات ومصففي الشعر في ليستر إذ خُففت قيود الإغلاق في المدينة.
5 أغسطس
- قالت آن لونغفيلد، مفوضة الأطفال في إنجلترا، إن المدارس يجب أن تكون أول من يفتح، وآخر من يغلق في أي سيناريو إغلاق مستقبلي، لأن الأطفال يشكلون خطرًا أقل لنشر كوفيد-19.[182]
- طاهر مالك استقال من منصب عمدة مدينة لوتون لخرقه قيود الإغلاق بعد أن صُور في حفلة بحديقة مع اثنين من أعضاء المجلس الآخرين.[183]
- تشير الأرقام الصادرة عن هيئة النقل بلندن إلى أن موظفيها التقطوا 53,900 شخص لا يرتدون أقنعة في حافلاتها بين 4 يوليو و2 أغسطس.[184]

6 أغسطس
- أكد المسؤولون أن 50 مليون قناع للوجه اشترتها حكومة المملكة المتحدة لاستخدامها من قبل هيئة الخدمات الصحية الوطنية في أبريل لن تُستخدم بسبب مخاوف تتعلق بالسلامة. الأقنعة، التي تُلبس دون وجود حلقات تُثبت بالرأس لا تناسب بشكل كافٍ.[185]
- يذكر المسؤولون أن المحاولة الثانية لإنشاء تطبيق لتتبع جهات الاتصال لإنجلترا قد وصلت تقريبًا إلى مرحلة الاختبار.[186]

7 أغسطس- أعيد تطبيق إجراءات الإغلاق في بريستون، لانكشاير، اعتبارًا من منتصف الليل بعد ارتفاع في حالات كوفيد-19 هناك. وشملت الإجراءات منع الأسر من الاجتماع مع بعضها في المنازل.
8 أغسطس
- دخلت لوائح الحماية الصحية (فيروس كورونا، ارتداء أغطية الوجه في مكان ذي صلة) (إنجلترا) (تعديل) لعام 2020 حيز التنفيذ، لتوسيع نطاق الأماكن الداخلية حيث يجب ارتداء قناع الوجه ليشمل أماكن العبادة الداخلية والمراكز المجتمعية ومحارق الجثث وكنائس الدفن الأرضية والمناطق العامة في الفنادق والقاعات العامة بما في ذلك قاعات الحفلات الموسيقية والمعارض ودور السينما والمتاحف والمعارض وأحواض الأسماك وحدائق الحيوانات الداخلية ومزارع الزوار والأجزاء الداخلية من المواقع السياحية والتراثية أو الثقافية وقاعات البنغو والمكتبات العامة .[188]
- دفع ارتفاع حالات كوفيد بين أولئك الذين تقل أعمارهم عن 30 عامًا في منطقة بريستون السلطات إلى إطلاق شعار لا تقتل كبار السن.[189]

9 أغسطس
- قال رئيس الوزراء بوريس جونسون في صحيفة ذا ميل أون صنداي إن هناك واجب أخلاقي لإعادة جميع الأطفال في إنجلترا إلى المدرسة في سبتمبر.[190]
- يحذر آندي بورنهام، عمدة مانشستر الكبرى، من أن الحانات قد تضطر للإغلاق للسماح للمدارس بإعادة فتح أبوابها بأمان إذا لم يُصلح برنامج الاختبار والتتبع التابع للخدمة الوطنية الصحية بشكل عاجل. وتأتي تعليقاته بعد أن أشارت البيانات إلى وجود معدل نجاح محلي بنسبة 53% في تتبع أولئك الذين كانوا على اتصال بشخص ثبتت إصابته بكوفيد-19.[191]

10 أغسطس- أعلنت حكومة المملكة المتحدة أن برنامج الاختبار والتتبع التابع للخدمة الوطنية الصحية سيقلص أدوات تتبع الاتصال الخاصة به من 18 ألف إلى 12 ألف بحلول نهاية أغسطس، مع عمل الباقين في فرق جنبًا إلى جنب مع مسؤولي الصحة العامة المحليين في المجتمع، إذ سيزورون أولئك الذين اتصل بهم شخص مصاب. نُشرت الاستراتيجية بنجاح في أماكن مثل بلاكبيرن ولوتون.
12 أغسطس- يعتذر وزير التعليم، غافين ويليامسون، لكل تلميذ بالمدرسة عن الاضطراب الذي عانوا منه بسبب الجائحة، ويقول إن أفضل شيء يمكن أن يحدث الآن هو أن يعودوا جميعًا إلى المدرسة.
13 أغسطس
- بدأ تطبيق تتبع الاتصال الذي جُدد في إنجلترا تجاربًا عامة،[194] إذ كان سكان جزيرة وايت ومنطقة لندن بورو في نيوهام، والمستجيبين المتطوعين في الخدمات الصحية الوطنية أول من اختبروه.[195]
- عزل العمال في مصنع ساندويتش في نورثامبتون بالعزل أنفسهم بعد تفشي كوفيد-19 في المصنع.[196]
- نُشرت نتائج المستوى أ. في إنجلترا، 36% من النتائج أقل مما توقعه المعلمون، و3% أقل بدرجتين.[197]
- أعلن رئيس الوزراء بوريس جونسون عن تخفيف إضافي لإجراءات الإغلاق في إنجلترا اعتبارًا من 15 أغسطس، مع السماح بمجموعة أكبر من صالونات التجميل والعربات الداخلية وحفلات الزفاف التي تصل إلى 30 شخص، بالإضافة لإعادة فتح صالات البولينغ والكازينوهات ومراكز اللعب. ستزيد الغرامات المحتملة لرفض ارتداء القناع وللمنظمين أو للحفلات غير القانونية.[198]

14 أغسطس
- تشير أرقام مكتب الإحصاء الوطني إلى أن حالات كوفيد-19 استقرت على ما يبدو في إنجلترا بعد زيادة طفيفة في يوليو، رغم مجموع الحالات المحلية. تظهر أحدث الإحصاءات أن 1 من كل 1900 في إنجلترا، أو من كل 28300 شخص، مصاب بالفيروس.[199]
- تشير الأرقام الحكومية إلى أن الرقم آر يتراوح بين 0.8 و1 في إنجلترا، لكن أعضاء المجموعة الاستشارية العلمية لحالات الطوارئ التي تقدم المشورة للحكومة، يقولون إنهم غير واثقين من أن الرقم أقل من 1.[200]
- تؤكد وزارة الصحة والرعاية الاجتماعية أن قيود الإغلاق يجب أن تظل في مانشستر الكبرى وأجزاء من شرق لانكشاير حيث لم تنخفض الحالات في المنطقة. وستستمر القيود في أجزاء من ويست يوركشاير وليستر.[201]

15 أغسطس
- أكد وزير التعليم، جافين ويليامسون، أن استئناف المستوى الأول والشهادة العامة للتعليم الثانوي سيكون مجانيًا.[202]
- أفاد نادي كافيرن في ليفربول، المشهور بإطلاق مسيرة البيتلز، أنه يواجه دمارًا ماليًا بسبب جائحة كوفيد -19، بعد أن خسر ما يقدر بنحو 30 ألف جنيه إسترليني أسبوعيًا منذ بدء الإغلاق في مارس.[203]

16 أغسطس- ذكرت صحيفة صنداي تلغراف أن هيئة الصحة العامة في إنجلترا ستُستبدل بمنظمة جديدة مكلفة بحماية المملكة المتحدة من الأوبئة المستقبلية.
17 أغسطس- تعلن حكومة المملكة المتحدة أن طلاب المستوى الأول والشهادة العامة للتعليم الثانوي في إنجلترا سيحصلون على نتائجهم بناءً على تقييمات المعلمين بعد الضجة حول الدرجات.
18 أغسطس
- أعلن وزير الصحة مات هانكوك عن إنشاء المعهد الوطني لحماية الصحة ليحل محل الصحة العامة في إنجلترا؛ عُينت البارونة ديدو هاردينغ رئيسةً للمعهد.[206]
- خُففت إجراءات الإغلاق جزئيًا في ليستر، ما يسمح بإعادة فتح صالونات التجميل والمسابح الخارجية اعتبارًا من اليوم التالي.[207]

19 أغسطس
- يحظر مدير الصحة العامة في برمنغهام الزيارات غير الضرورية إلى دور الرعاية بعد ارتفاع حالات الإصابة بكوفيد-19 في المدينة.[208]
- أعلنت حكومة المملكة المتحدة عن خطط لتوسيع مسح العدوى التابع لمكتب الإحصاء الوطني، والذي يختبر الأشخاص كل أسبوعين بحثًا عن كوفيد-19؛ ستزيد الاختبارات من 28 ألف شخص في إنجلترا إلى 150 ألفًا بحلول أكتوبر.[209]

20 أغسطس
- نُشرت نتائج الشهادة العامة للدراسة الثانوية، مع اعتماد الدرجات الحالية على تقييمات المعلمين؛ 78.8% من الأوراق صنفت من الدرجة الرابعة أو أعلى، مقارنة بـ 69.9% في عام 2019.[210]
- ترفع حكومة المملكة المتحدة الحد الأقصى لعدد الطلاب الطبيين وطب الأسنان والطب البيطري والتدريس المسجلين في الدورات، وتوافق على التمويل الإضافي المستهدف، بينما ستقدم الجامعات في إنجلترا للطلاب خيارهم الأول للدورة، رغم أن الكثيرين سيضطرون إلى التأجيل لمدة عام.[211]

21 أغسطس
- أعلِن عن قيود أكثر صرامة للمقيمين في أولدهام وبندل وبلاكبيرن اعتبارًا من منتصف ليل 22 أغسطس، ما يمنعهم من التواصل مع أي شخص خارج منزلهم، ولكن أماكن العمل ومرافق رعاية الأطفال والشركات، بما في ذلك المطاعم والحانات، ستظل مفتوحة.[212]
- أزيلت القيود من ويغان وروزيندال وداروين، بينما أضيفت برمنغهام إلى قائمة المراقبة الحكومية باعتبارها منطقة دعم معزز. أصبحت نورثهامبتون منطقة تدخل.[213]
- يقدم مجلس مدينة برمنغهام عددًا من التدابير الطوعية التي تهدف إلى منع الإغلاق المحلي الكامل في المدينة، بما في ذلك وقف إعادة فتح المزيد من القطاعات، وتقديم المشورة بشأن ارتداء أغطية الوجه في سيارات الأجرة، والقيود المفروضة على التجمعات لأكثر من 30 شخصًا باستثناء شعائر العبادة، وقصر عدد الأشخاص الذين يمكنهم مقابلة أسرة أخرى على شخصين.[214]
- مُدد الحظر المفروض على عمليات الإخلاء المقرر أن ينتهي في 23 أغسطس حتى 20 سبتمبر وسط مخاوف من أن آلاف الأشخاص قد يصبحون بلا مأوى.[215]
- عيّنت الحكومة كبيرة الموظفين المدنيين سوزان أكلاند هود في وزارة التعليم كسكرتيرة دائمة ثانية لمدة ستة أسابيع للمساعدة في التعامل مع الرد على جدل المستويات الأولى.[216]

22 أغسطس
- حث قادة المجالس في الشمال الغربي الحكومة على توضيح القيود الجديدة وسط مخاوف من أنه من غير الواضح كيف ستُنفذ وتُراقب.[217]
- أعلِن عن تمويل حكومي إضافي بقيمة 1.1 مليون جنيه إسترليني لمساعدة أماكن الموسيقى الصغيرة.[218]

23 أغسطس- ذكرت الشرطة في برمنغهام أن ما مجموعه 70 تجمعًا اجتماعيًا غير مرخص، بما في ذلك حفلات منزلية وشوارع، مُنعت بين عشية وضحاها.
24 أغسطس- كشفت شرطة مانشستر الكبرى أنها فرقت 126 تجمعًا غير قانوني خلال عطلة نهاية الأسبوع السابقة، بما في ذلك حفلة عيد الميلاد العاشر لطفل. وردًا على الانتقادات الموجهة للشرطة بسبب تصرفاتهم بشأن الحفلة، قال قائد الشرطة إيان هوبكنز إنه لم يكن حدث حلوى ومثلجات وشهد احتفالًا في غالبه للبالغين.
25 أغسطس
- استقالت سالي كوليير من منصبها كرئيسة لمكتب لوائح المؤهلات والامتحانات بعد جدل حول درجات الامتحان.[221]
- بعد أن أصبحت الكمامة إلزامية للطلاب في المناطق العامة بالمدارس في اسكتلندا، يزداد الضغط على حكومة المملكة المتحدة لتحديث الإرشادات الخاصة بارتداء الكمامات في المدارس في إنجلترا.[222] أصدرت الحكومة بعد ذلك إرشادات جديدة تطلب من التلاميذ في المدارس في المناطق الخاضعة لقيود الإغلاق ارتداء الكمامات في الممرات والمناطق العامة الأخرى.

26 أغسطس- مُنح مجلس مدينة برمنغهام سلطة إغلاق الحانات والمطاعم التي لا تمتثل للوائح كوفيد-19.
27 أغسطس- أعلن مجلس مدينة برمنغهام عن خطط لإطلاق نظام اختبار وتتبع محسّن بحلول منتصف سبتمبر في محاولة لتجنب الإغلاق الكامل.
28 أغسطس
- أعلن وزير الصحة مات هانكوك أنه سيتم تخفيف القيود اعتبارًا من 2 سبتمبر في بولتون وستوكبورت وترافورد وبيرنلي وهيندبيرن وأجزاء من برادفورد وكالديرديل وكيركليس، ما يسمح للأسر بالاختلاط مرة أخرى؛ وستُراجع القيود في ليستر مرة أخرى في 11 سبتمبر.[225]
- أشار المسح الأسري الأسبوعي الذي أجراه مكتب الإحصاءات الوطنية إلى أن حالات كوفيد-19 تستقر في إنجلترا بعد زيادة طفيفة في يوليو؛ وقدر أن هناك 2200 حالة في اليوم كل أسبوع حتى 20 أغسطس.[226]

29 أغسطس
- تشير الإرشادات الحكومية بشأن كوفيد-19 في المدارس إلى أنه سيُرسل فقاعة كاملة إلى المنزل لعزل الطالب لمدة أربعة عشر يومًا في حالة تأكيد حالة واحدة في المدرسة، ما يعرض إمكانية قضاء عام دراسي كامل في المنزل عند ححدوث هذا النموذج. قد تعلم المدارس في المناطق التي ترتفع فيها حالات الإصابة بفيروس كوفيد أيضًا الطلاب على أساس روتا، مع إرسال المجموعات إلى منازلهم بالتناوب لمدة أسبوعين.[227]
- تُقام أول مباراة لكرة القدم مع المتفرجين في برايتون، إذ سُمح لـ 2500 شخص بدخول مباراة ودية قبل الموسم بين تشيلسي وبرايتون.[228]
- تعود كرة القدم النسائية لأول مرة منذ الإغلاق، بمباراة الدرع الخيرية بين تشيلسي ومانشستر سيتي، وهي أول درع خيرية للنساء يُقام منذ عام 2008.[229][230]

30 أغسطس
- في رسالة مفتوحة موجهة إلى أولياء الأمور، حذر وزير التعليم، غافين ويليامسون، أولئك الذين لا يرسلون أطفالهم إلى المدرسة من المخاطرة بإحداث تأثير كبير في فرص حياتهم المستقبلية.[231]
- غُرِّم الناشط بيرس كوربين 10 آلاف جنيه إسترليني لتنظيمه مسيرة مناهضة للإغلاق في ميدان ترافالغار بلندن.[232]

31 أغسطس- حث حزب العمال المعارض حكومة المملكة المتحدة على تأجيل امتحانات عام 2021 للشهادة العامة للدراسة الثانوية المستوى الأول حتى منتصف الصيف للمساعدة في التعامل مع الوقت الضائع في التدريس بسبب الإغلاق.